# Bundespolizei (Österrike)

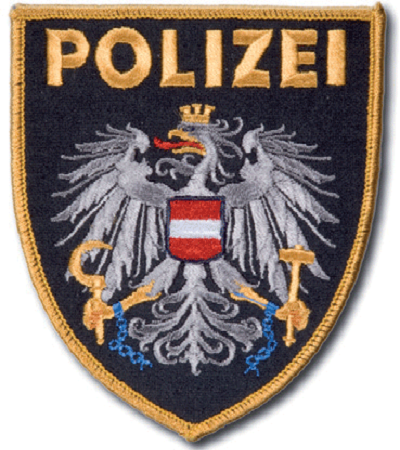
Bundespolizei (Österrike)

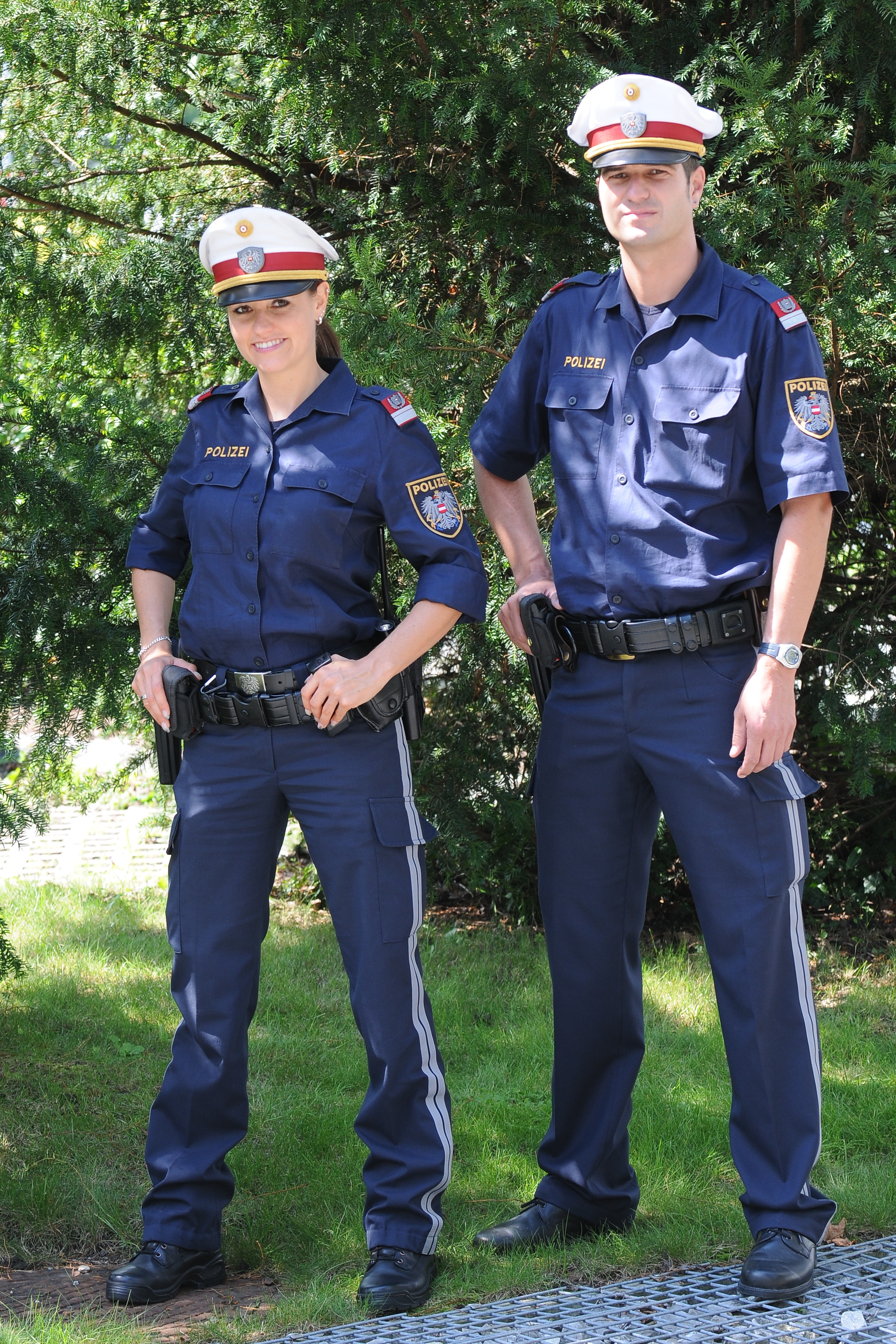
Kvinnlig och manlig polis inom Bundespolizei i Österrike.

Bundespolizei är den federala polisen i Österrike.
I Österrike gör man en tydlig förvaltningsrättslig boskillnad mellan polismyndigheter som juridiskt beslutande instanser - Sicherheitsbehörde - och poliskåren som operativ organisation - Exekutivorgane.

## Polismyndigheter
Polismyndigheternas huvuduppgift är att upprätthålla allmän ordning och säkerhet. De utövar också förvaltningspolisiära uppgifter som utlänningspolis, vapenlicenser, sprängmedelslicenser, demonstrationstillstånd med mera. 

### Organisation
- Inrikesministeriet - Generaldirektionen för den offentliga säkerheten - är högsta polismyndighet.
- Landspolisdirektionerna (en i varje delstat) är regionala polismyndigheter.
- Landshövdingeämbetena (83 stycken) är lokala polismyndigheter. Under dessa lyder inte poliskommissariaten i de 15 statuarstäderna och i Wiens 14 stadsdelar. Lokal polismyndighet i dessa fall är respektive landspolisdirektion.

### Personal

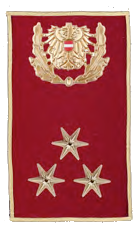
Hauptmann polissekreterare
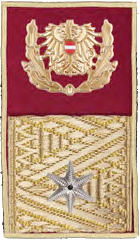
Major polissekreterare
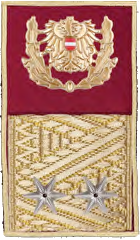
Oberstleutnant polisintendent
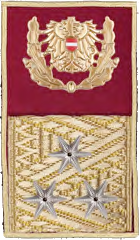
Oberst polismästare
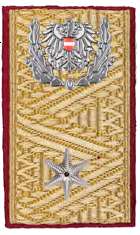
Brigadier biträdande polisdirektör
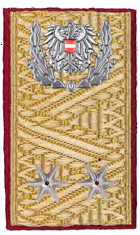
Generalmajor polisdirektör
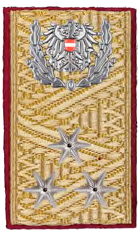
General generaldirektör

Polismyndigheternas personal består av polisförvaltningstjänstemän samt polistjänstemän tillhöriga förbundspolisen (se nedan). Polisförvaltningstjänstemännen utgörs av polisjurister, polisläkare, kvalificerade handläggare, förvaltningspersonal och teknisk-administrativ personal. 
Polismyndighetschefer
Polismyndighetscheferna på högsta nivå och regional nivå är polisjurister. Biträdande regionala polismyndighetschefer kan dock vara polistjänstemän (polischefer). Landshövdingarna (Bezirkshauptmann) är lokala polismyndighetschefer, utom för poliskommissariaten (se ovan).
Polisjurister

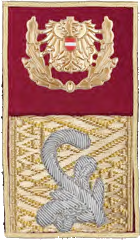
Referatsleiter Landespolizei- direktion (arbetsenhets- chef region) Stadthaupmann (chef för ett polis- kommissariat)
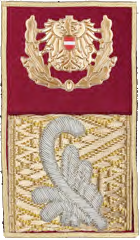
Referatsleiter im BM.I (arbetsenhetschef inrikesministeriet) Büroleiter, Abteilungsleiter Landespolizei- direktion (byråchef, avdelningschef, region)
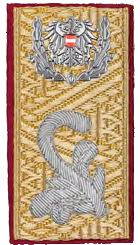
Abteilungsleiter im BM.I (avdelningschef i inrikesministeriet) Landespolizeidirektor-Stellvertreter Landespolizei- vizepräsident Wien (biträdande regional polismyndighetschef)
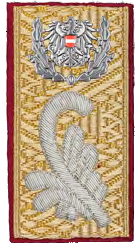
Landespolizeidirektor Landespolizei- präsident Wien (regional polis- myndighetsschef)
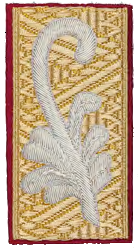
Generaldirektor für die öffentliche Sicherheit rikspolischef

Polisjurister är utbildade jurister som genomgått en utbildning för polisjurister. De är handläggare vid den högsta och de regionala polismyndigheterna.
Polisläkare

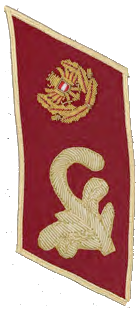
Kommissär polisnotarie
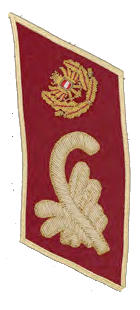
Rat polisassessor
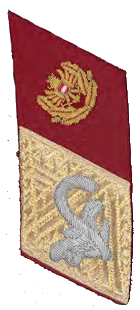
Oberrat förste polisassessor
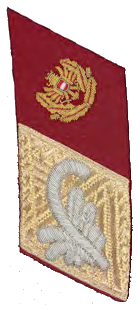
Hofrat polisråd

Polisläkare är utbildade läkare som genom en utbildning som polisläkare. De har bland annat till uppgift att läkarundersöka polisarrestanter.

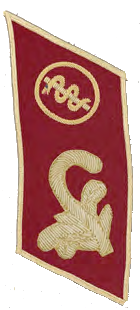
Vertragsarzt (polisläkare)
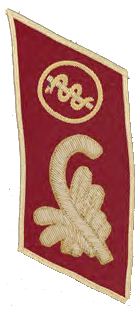
Vertragsarzt (med 20 års anställning)
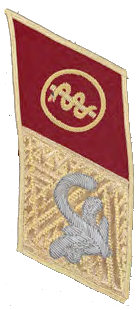
Chefarzt-Stellvertreter (biträdande chefsläkare, delstatsnivå)
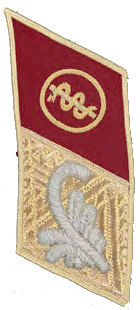
Chefarzt (chefsläkare, delstatsnivå)
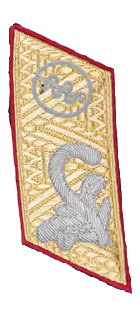
Chefarzt-Stellvertreter (biträdande chefsläkare, inrikesministeriet)
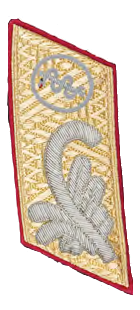
Chefarzt (chefsläkare, inrikesministeriet)

Kvalificerade handläggare
Kvalificerade handläggare eller polisförvaltningstjänstemän i högre tjänst ("Verwendungsgruppe A2")  rekryteras bland civila som avlagt studentexamen och bland polisförvaltningstjänstemän som genomgått en befordringskurs. De genomgår en central grundutbildning vid polishögskolan (Sicherheitsakademie des Bundesministeriums für Inneres).
Tjänstetitlar (från lägre till högre tjänst): Revident, Oberrevident, Amtsrat, Oberamtsrat.
Förvaltningspersonal
Förvaltningspersonalen utgörs av polisförvaltningstjänstemän i facktjänst (administratörer och biträdande handläggare) samt polisförvaltningstjänstemän på kvalificerad mellannivå ("Verwendungsgruppe A3 och A4"). Polisförvaltningstjänstemän i facktjänst rekryteras från kvalificerade mellantjänstemän med minst fyra års tjänst, som genomgått grundutbildning i facktjänst.
Tjänstetitlar (från lägre till högre tjänst): A3 = Kontrollor, Oberkontrollor, Fachinspektor, Fachoberinspektor; A4 = Amtsassistent, Oberamtsassistent, Kontrollor, Oberkontrollor 
Teknisk-administrativ personal
Den teknisk-administrativa personalen utgörs av polisförvaltningstjänstemän på mellannivå, på kvalificerad biträdesnivå och på biträdesnivå ("Verwendungsgruppe A5, A6 och A7").
Tjänstetitlar (från lägre till högre tjänst): A5 = Amtsassistent, Oberamtsassistent; A6, A7 = Amtswart, Oberamtswart

## Poliskåren

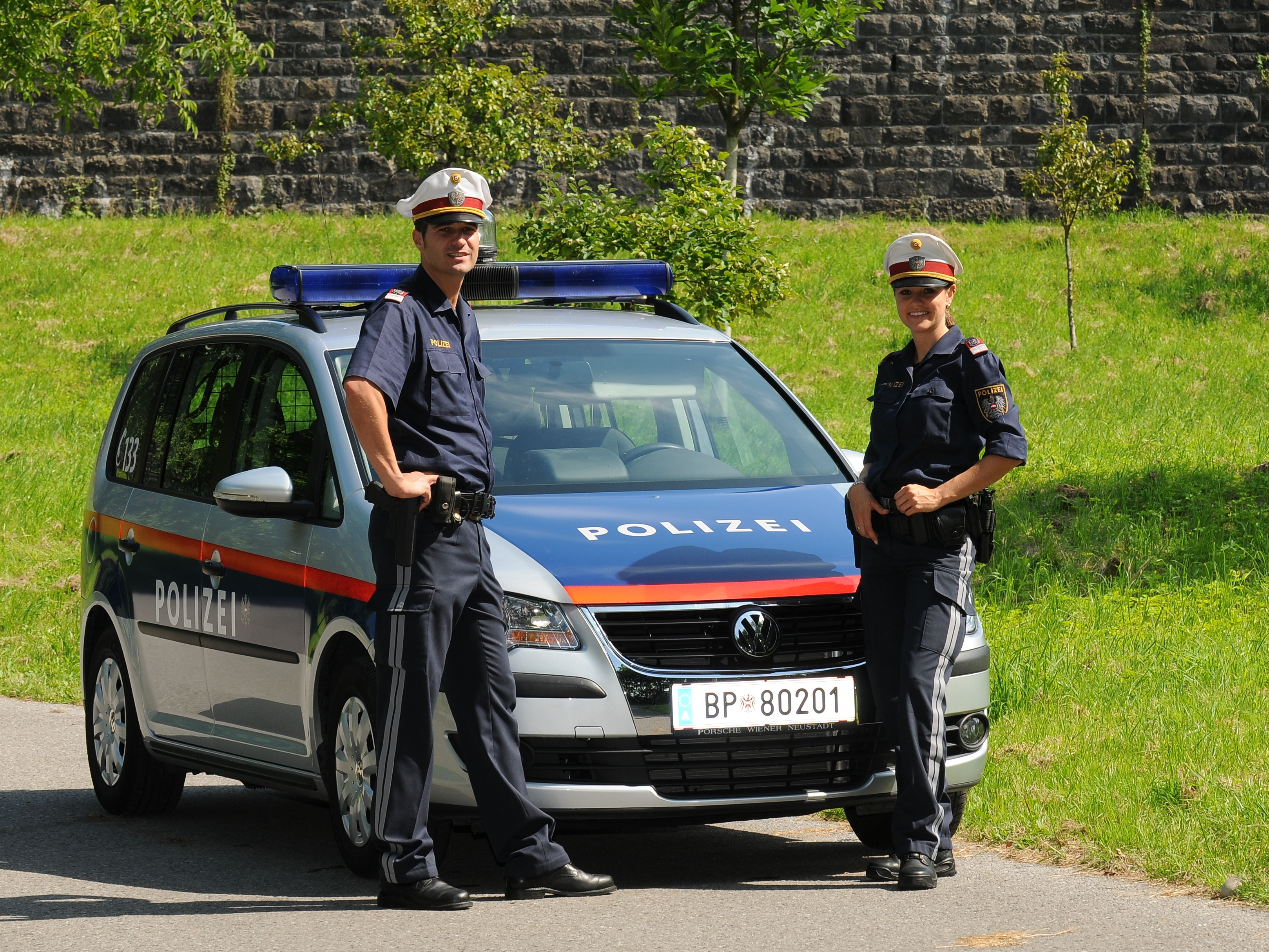
Manlig och kvinnlig polis.

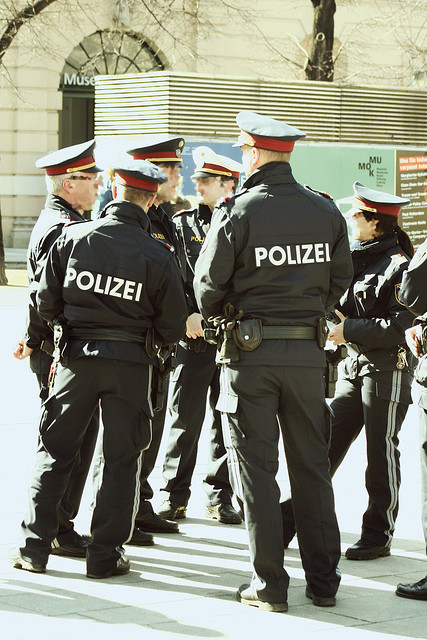
Österrikiska poliser

Poliskåren utgörs av den federala polisen. Den är ingen egen myndighet, utan är underställda polismyndigheterna (se ovan). Tidigare fanns det tre federala poliskårer, Bundesgendarmerie (gendarmeriet), Bundessicherheitswachekorps (civila polisen) und Kriminalbeamtenkorps (kriminalpolisen), men de bildar sedan 2005 en gemensam kår. I förbundspolisen ingår också personal som tillhört tullverkets sedan 2004 nedlagda gränsbevakning - Zollwache.

### Organisation
Bundespolizei
- Landespolizeikommando, polisregion, ett för varje landspolisdirektion. 
  - Stadtpolizeikommando, polismästarområde, ett för varje poliskommissariat.
  - Bezirkspolizeikommando, 83 polisområden, ett för varje landshövdingeämbete.
    - Polizeiinspektionen, mer än 1000 närpolisområden.

### Personal
Bundespolizei har 20 000 polistjänstemän anställda. Dessa tillhör tre olika befordringsgångar: polisassistenter, polisinspektörer och kommissarier samt polischefer. Alla tre kategorier börjar som polisstuderande och genomgår grundutbildning till polisassistenter.
Eingeteilte Beamte - polisassistenter
Den blivande polisassistenten rekryteras från det civila livet och genomgår en 24 månader lång praktisk och teoretisk grundutbildning. 

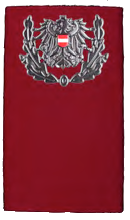
Aspirant polisaspirant
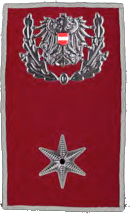
Inspektor polisassistent
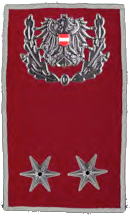
Revierinspektor polisassistent med 6 års anställning
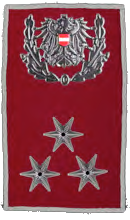
Gruppeninspektor polisassistent med slutlön

Dienstführende Beamte - polisinspektörer och kommissarier
Den blivande polisinspektören rekryteras från polisassistenterna och genomgår en 7 månader lång teoretisk grundutbildning. De grader som motsvarar poliskommissarie är typiskt chefer för en polisinspektion (närpolisområde).  
Leitende Beamte - polischefer

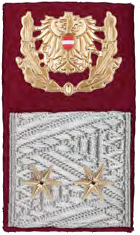
Gruppeninspektor polisinspektör
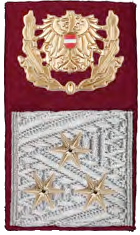
Bezirksinspektor polisinspektör (gruppchef)
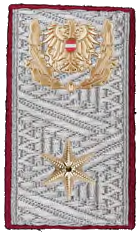
Abteilungsinspektor poliskommissarie
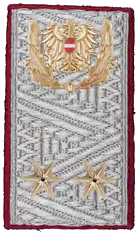
Kontrollinspektor
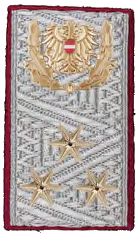
Chefinspektor (Funktionsgruppe 6) poliskommissarie (sektionschef)
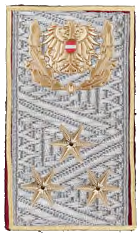
Chefinspektor (Funktionsgruppe 7)

Den blivande polischefen rekryteras från polisassistenter med studentexamen och minst ett års anställning efter grundutbildningen eller från polisinspektörer utan studentexamen och minst tre års anställning efter grundutbildningen. Generalmajorer är landspoliskommendanter (regionala polischefer); brigadgeneraler, överstar och överstelöjtnanter är stadspoliskommendanter (chefer för polismästarområden); överstelöjtnanter, majorer och kaptener är polisområdeschefer.